# Monnina buchtienii
Monnina buchtienii är en jungfrulinsväxtart som beskrevs av Henry Hurd Rusby. Monnina buchtienii ingår i släktet Monnina och familjen jungfrulinsväxter. Inga underarter finns listade i Catalogue of Life.